# World Top Four de Voleibol Masculino de 1994
O World Top Four de Voleibol Masculino de 1994 foi uma competição que reuniu os três medalhistas do Campeonato Mundial de Voleibol Masculino de 1994 e o Japão (país-sede).

## Equipes Participantes
| Seleção        | Qualificação                         |
| -------------- | ------------------------------------ |
| Japão          | País-sede                            |
| Itália         | medalha de ouro no mundial de 1994   |
| Países Baixos  | medalha de prata no mundial de 1994  |
| Estados Unidos | medalha de bronze no mundial de 1994 |

## Disputa do Bronze - Tóquio
| Data  | Jogo  | Jogo | Jogo           | Parciais | Parciais | Parciais | Parciais | Parciais |
| Data  | Jogo  | Jogo | Jogo           | 1        | 2        | 3        | 4        | 5        |
| ----- | ----- | ---- | -------------- | -------- | -------- | -------- | -------- | -------- |
| 23/11 | Japão | 3-0  | Estados Unidos | 15-06    | 15-06    | 15-07    | -        | -        |

## Final - Tóquio
| Data  | Jogo   | Jogo | Jogo          | Parciais | Parciais | Parciais | Parciais | Parciais |
| Data  | Jogo   | Jogo | Jogo          | 1        | 2        | 3        | 4        | 5        |
| ----- | ------ | ---- | ------------- | -------- | -------- | -------- | -------- | -------- |
| 23/11 | Itália | 3-1  | Países Baixos | 15-11    | 09-15    | 15-04    | 15-04    | -        |

## Classificação Final
| #      | Equipe         |
| ------ | -------------- |
| Gold   | Itália         |
| Silver | Países Baixos  |
| Bronze | Japão          |
| 4.     | Estados Unidos |

## Prêmios individuais
| MVP (Most Valuable Player) | Andrea Zorzi  | Itália        |
| Melhor atacante            | Samuele Papi  | Itália        |
| Melhor bloqueador          | Jan Posthuma  | Países Baixos |
| Melhor sacador             | Henk-Jan Held | Países Baixos |
| Melhor receptor            | Aoyama        | Japão         |
| Melhor levantador          | Peter Blangé  | Países Baixos |
| Melhor defesa              | Samuele Papi  | Itália        |